# C17H32O2
化学式C17H32O2（摩尔质量：268.44 g/mol）可以指以下化合物：
- 17-十七酸内酯（德语：Heptadecanolid），CAS号：5637-97-8
- 11-环己基十一酸（法语：Acide 11-cyclohexylundécanoïque），CAS号：4277-62-7

|  | 这个同类索引页列出了具有相同分子式的化学物（即同分異構體）条目。 除非您是有意链接至本页，否则应将相应条目的内部链接指向正确的条目。 |